# کلافه و ملول از محبت خانواده
کلافه و ملول از محبت خانواده (ایتالیایی: Travolto dagli affetti familiari) یک فیلم کمدی ایتالیایی به کارگردانی «مائورو سِـوِرینو» است که در سال ۱۹۷۸ منتشر شد.

## بازیگران
- لاندو بوتسانکا
- آندریا فریول
- گلوریا گوئیدا
- نرینا مونتانیانی
- فرانکا دومینیچی
- نائیس لاگو
- باربارا بوشه
- ماریا تدسکی